# Araslövs kyrka
Araslövs kyrka är en kyrkobyggnad i Kristianstads kommun. Den ligger i Färlövs socken, precis norr om Araslövs gård, mellan tätorten Vinnö och Araslövssjön.
Idag, 2025, ägs kyrkan av Statens Fastighetsverk. Som kyrka används den sommartid för gudstjänster, dop, bröllop, begravningar och andra högtider.

## Kyrkobyggnaden
Araslövs kyrka byggdes någon gång på 1200-talet och är dokumenterad i skrivelser från 1300-talet. Ursprungligen antas den ha varit en gårdskyrka för Araslövs gård. Ett flertal kända frälsesläkter har ägt Araslöv, bland andra släktena Trolle, Urup, Ulfeldt och Bonde.
Kyrkan är uppförd i tegel och är troligtvis inspirerad av klostren i Åhus och Bäckaskog. Den massiva dörren anses vara från 1250-talet.
Under 1600-talet var socknen fattig. Prästen Peder Olufsen klagade hos kungen i Köpenhamn över det knapra tiondet, vilket ledde till att Araslöv 1638 lades under Färlövs socken. Därefter användes kyrkan som magasin. Valven togs bort och långhusets murar höjdes med två våningar och fick loft. Under 1800-talet inrymdes bostäder, fruktlager och ett osttryckeri i den nedlagda kyrkan.

## Restaurering
År 1959 restaurerades kyrkan tack vare en gåva från de sista privata ägarna till Araslövs gård, syskonen Hans Ramel och Gunnila Mannerstråle. Det gick dock inte att återge kyrkan dess medeltida utseende, men den har återfått en del av sin tidigare karaktär. Målningarna som prydde väggarna invändigt togs fram under lager av kalk. De restaurerades, men blev inte kompletterade. Därför finns idag fragment av de ursprungliga målningarna kvar. Genom stil och motiv kan de härledas till den så kallade Vittskövlegruppens målningar. De dateras troligtvis till 1470-talet. De bäst bevarade målningarna finns på norra väggen i koret och föreställer Jesu födelse och Konungarnas tillbedjan. På den östra väggen finns fragment av Uppståndelsen. Målningarna i långhuset är dock alltför allvarligt skadade för att kunna tydas.